# 電訊管理局 (香港)
電訊管理局（簡稱電管局或電訊局，縮寫：OFTA）是香港特別行政區政府商務及經濟發展局轄下的曾經存在的部門，專責規管香港電訊市場。該部門成立於1993年7月1日，接替香港郵政監管電訊業的職能，並於1995年6月起以營運基金的方式運作。
電訊管理局原隸屬工商及科技局，2007年7月1日決策局重組後劃入新成立的商務及經濟發展局。該局已於2012年4月1日與影視及娛樂事務管理處轄下的廣播事務管理科合併為通訊事務管理局辦公室。

## 職能
- 規管香港電訊服務的技術和經營手法
- 維持香港電訊市場上的公平競爭
- 管理香港的無線電頻譜

## 歷任總監
1. 艾維朗（1993年─1997年）
2. 王錫基（1997年4月—2003年8月）
3. 區文浩（2003年8月—2007年6月30日）
4. 黎陳芷娟（2007年7月1日—2010年3月31日）
5. 利敏貞（2010年5月3日—2012年3月31日）